# 莎娜 (政协委员)
莎娜（1953年—），达斡尔族，中华人民共和国政治人物、第十一届全国政协委员。
担任内蒙古自治区呼和浩特市经济技术开发区管理委员会调研员。2008年，当选第十一届全国政协委员，代表少数民族界，分入第四十九组。